# Want (мини-альбом)
Want (с англ. — «Хотеть») — второй корейский мини-альбом южнокорейского певца Тхэмина. Он был выпущен 11 февраля 2019 года лейбом SM Entertainment. Альбом содержит семь треков вместе с ведущим синглом «Want». Альбом дебютировал на первой строчке в альбомном чарте Gaon.

## Промоушен
На YouTube был выпущен минутный концептуальный фильм, а также фото-тизеры для обложки, фотосессии и треки альбома были опубликованы с 29 января по 2 февраля через социальные сети Shinee и официальный сайт Тэмина. Промоушен, был организован Ынхёком из Super Junior, и состоялся 11 февраля в Художественном центре Sangmyung в Сеуле, где у Тэмина была возможность выступить и поговорить о создании релиза.

## Трек-лист
| №                   | Название             | Текст песни                                                                                     | Музыка | Arrangement                           | Длительность |
| ------------------- | -------------------- | ----------------------------------------------------------------------------------------------- | --- | ------------------------------------- | ------------ |
| 1.                  | «Want»               | Kenzie                                                                                          | Tooji Keshtkar, Mats Koray Genc, Saima Mian, Anne Judith Stokke Wik, Nermin Harambasic, Ronny Vidar Svendsen, Jonas Bjordal, Martin Mulholland | Ronny Vidar Svendsen, Mats Koray Genc | 3:28         |
| 2.                  | «Artistic Groove»    | Cho Yoon-kyung                                                                                  | David Björk, Didrik Thott | David Björk, Didrik Thott             | 3:37         |
| 3.                  | «Shadow»             | Min Yeon-jae, January 8 (Jam Factory), Yoo Jae-rom (lalala studio), Lee Jae-hwi (lalala studio) | Maria Marcus, DAICHI, Katerina Bramley | Maria Marcus                          | 3:09         |
| 4.                  | «Truth»              | JQ, Kim Hye-jung (makeumine works)                                                              | G'harah "PK" Degeddingseze, Omar Andres Taraves, Joshua Scott Chasez, VMP, Jayrah Gibson                                                       | G'harah "PK" Degeddingseze            | 3:19         |
| 5.                  | «Never Forever»      | Hwang Yu-bin                                                                                    | Jesse Frasure, Nolan Sipe, Calynn Green, Josh Kerr                                                                                             | Jesse Frasure                         | 2:48         |
| 6.                  | «Monologue» (혼잣말) | Lee Seu-ran                                                                                     | Robert Gerongco, Samuel Gerongco, Andrew Michael Briol                                                                                         |                                       | 3:20         |
| 7.                  | «Want (Outro)»       |                                                                                                 | Steven Lee | Steven Lee                            | 0:59         |
| Общая длительность: | Общая длительность:  | Общая длительность:                                                                             | Общая длительность: | Общая длительность:                   | 20:40        |

## Чарты

### Еженедельные чарты
| Чарты (2019)                             | Пиковые позиции |
| ---------------------------------------- | --------------- |
| Франция (SNEP)                           | 45              |
| Япония (Oricon)                          | 15              |
| Япония (Billboard Japan)                 | 11              |
| Республика Корея (Gaon)                  | 1               |
| Великобритания (UK Digital Albums Chart) | 59              |
| США (Billboard Top Heatseekers Albums)   | 5               |
| США (Billboard World Albums)             | 4               |

### Годовой итоговый чарт
| Чарты (2019)            | Позиция |
| ----------------------- | ------- |
| Республика Корея (Gaon) | 54      |

## Победы
| Журнал              | Лист                                  | Песня  | Ранг | Ссылка |
| ------------------- | ------------------------------------- | ------ | ---- | ------ |
| Refinery29          | Лучшая K-Pop песня 2019 года          | «Want» | 24   | [ 12 ] |
| Rolling Stone India | 10 лучший K-pop видеоклипов 2019 года | «Want» | н/д  | [ 13 ] |
| KultScene           | 50 лучших K-pop песен 2019 года       | «Want» | 34   | [ 14 ] |